# Калитино (Богородський міський округ)
Кали́тино (рос. Калитино) — присілок у складі Богородського міського округу Московської області, Росія.

## Населення
Населення — 21 особа (2010; 31 у 2002).
Національний склад (станом на 2002 рік):
- росіяни — 100 %